# Espía atómico

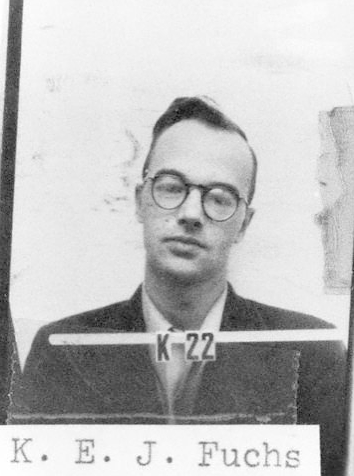
Klaus Fuchs, posiblemente el más importante de los "espías atómicos" debido a su acceso extendido a datos científicos de alto nivel y su habilidad para descifrarlos mediante su conocimiento técnico.

Espías atómicos y espías del átomo (en inglés: Atomic Spies y Atom Spies) son términos utilizados para referirse a personas de los Estados Unidos, Reino Unido y Canadá a los que se atribuye el espionaje de información sobre la producción o diseño de armas nucleares a favor de la Unión Soviética durante el período entre el final de la Segunda Guerra Mundial y el comienzo de la Guerra Fría. El contenido exacto de la información y la lista completa de espías sigue siendo una cuestión de debate académico, y en algunos casos se sabe que varios testimonios o confesiones fueron falsificados. La actividad de estos espías constituye el caso mejor documentado y conocido de espionaje nuclear en la historia del armamento atómico. 

## Historia
Durante el comienzo del diseño de dispositivos nucleares, existía un movimiento entre los científicos para compartir su información con la comunidad científica mundial, que fue firmemente prohibido por el gobierno estadounidense. En la actualidad, la aparente cesión voluntaria de tecnología e información nuclear a Irán, Libia y Corea del Norte y es posible que de otros gobiernos por parte de Abdul Qadeer Khan, un científico pakistaní que es considerado un héroe nacional por su papel en la construcción del arsenal nuclear de Pakistán, aún no ha sido lo suficiente investigada, y existe cierto debate sobre si el término espía atómico puede aplicarse a los que han actuado fuera del período de la Guerra Fría, como el citado Khan y el físico argentino-estadounidense Leonardo Mascheroni.
Otra discusión es si la información proporcionada por los espías atómicos aceleró el desarrollo de la bomba atómica por parte de la Unión Soviética. Aunque los soviéticos recibieron cierta información, como los teoremas técnicos transmitidos por Klaus Fuchs, que se cree podrían haber servido para el desarrollo de armas nucleares, la cuestión es si el líder del proyecto de la bomba nuclear soviética, Igor Kurchatov  llegó a utilizarla. Según los informes más extendidos, Kurchatov utilizaron la información robada como “comparación” con su propio trabajo científico, pero no la utilizaron en forma extensa, desconfiando del trabajo de otros científicos y de la información proporcionada por el espionaje. La investigación posterior también ha demostrado que el principal obstáculo para el desarrollo de las armas nucleares soviéticas no fue una cuestión de diseño, como ocurrió con el Proyecto Manhattan, sino la dificultad de conseguir materiales radiactivos, ya que la Unión Soviética carecía de depósitos de uranio cuando comenzó su programa atómico.
La confirmación del espionaje atómico fue descubierta por el proyecto VENONA, que interceptó y descifró varios informes de espionaje soviéticos enviados durante y después de la Segunda Guerra Mundial. Estos informes proporcionaron indicios sobre la identidad de varios espías en las instalaciones gubernamentales de Los Álamos y otros lugares, algunos de los cuales nunca han sido identificados. Varios de estos informes no pudieron ser utilizados por razones de secreto de estado durante los juicios a los espías capturados en la década de 1950. La mayoría de los informes sobre la actividad de los espías atómicos proceden de los archivos soviéticos, que se abrieron en forma breve a los investigadores tras la caída de la URSS.

## Espías atómicos destacados

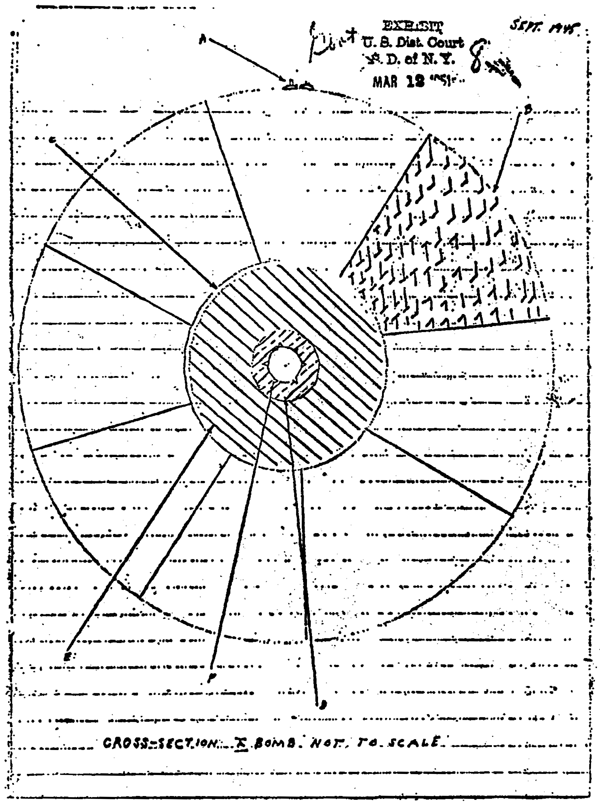
Diseño de un arma nuclear de implosión realizado por David Greenglass, utilizado como prueba incriminatoria, ilustrando la información que dio a los Rosenberg para que la transmitieran a la Unión Soviética.

- Morris Cohen; estadounidense, gracias a Cohen, los investigadores de la bomba atómica soviética recibieron montañas de documentación técnica directamente del laboratorio secreto de Los Álamos, según un artículo del periódico soviético Komsomolskaya Pravada. Morris y su esposa Lona pasaron ocho años en prisión, menos de la mitad de su condena, antes de ser liberados en un intercambio de prisioneros con Rusia. Morris Cohen murió sin revelar el nombre del científico estadounidense que le ayudó a transmitir información vital sobre el proyecto de la bomba atómica de los Estados Unidos.[1]

- Klaus Fuchs; refugiado alemán y físico teórico que trabajó con la delegación británica en el laboratorio atómico de Los Álamos durante el Proyecto Manhattan. Tras la confesión de Klaus Fuchs fue juzgado en un juicio que duró menos de 90 minutos y el juez Goddard lo condenó a 14 años de prisión, el máximo por violar el Acta de Secretos Oficiales del Reino Unido. No fue condenado por espionaje debido a la ausencia de evidencias independientes y porque en el momento del crimen, la Unión Soviética no era un país enemigo del Reino Unido.[2] En diciembre de 1950 se le retiró su ciudadanía británica. Fue liberado el 23 de junio de 1959, después de pasar 9 años y 4 meses de su condena en la prisión de Wakefield. Se le permitió emigrar a Dresde, entonces parte de la República Democrática Alemana.[3][4]

- Harry Gold; estadounidense, confesó haber trabajado como correo para Greenglass y Fuchs. En 1951 fue condenado a 30 años de prisión. Fue liberado en mayo de 1966, después de haber cumplido la mitad de su condena.[5]

- David Greenglass; un técnico de máquinas estadounidense en Los Álamos durante el Proyecto Manhattan. Greenglass confesó que había proporcionado esbozos de los experimentos de laboratorio a los soviéticos durante la Segunda Guerra Mundial. Actualmente se cree que mintió en algunas partes de su testimonio contra su hermana y su cuñado (el matrimonio Rosenberg) para evitar que su esposa Ruth fuera también acusada de espionaje. David Greenglass fue condenado a 15 años de prisión, de los que cumplió 10, y posteriormente se reunió con su esposa.[6]

- Theodore Hall; un joven físico estadounidense de Los Álamos, cuya identidad como espía no fue revelada hasta finales del siglo XX. Nunca fue juzgado por espionaje, aunque parece haber que admitió haber trabajado como espía en años posteriores.[7]

- George Koval; estadounidense, hijo de una familia de emigrantes bielorrusos judíos[8][9] que regresó a la Unión Soviética, donde se unió al Ejército Rojo y fue reclutado por el servicio secreto GRU. Se infiltró en el ejército de los Estados Unidos y se convirtió en un inspector de radiación del Destacamento de Ingeniería Especial. Actuando bajo el nombre de código DELMAR obtuvo información del laboratorio nacional de Oak Ridge y del Proyecto Dayton sobre el detonador Urchin utilizado en la bomba de plutonio Fat Man lanzada sobre la ciudad japonesa de Nagasaki. Su trabajo de espionaje en occidente no fue descubierto hasta que fue reconocido póstumamente como héroe por Vladímir Putin en la federación de Rusia en el año 2007.

- Irving Lerner ; estadounidense, un director de cine que fue sorprendido fotografiando el ciclotrón en la Universidad de California, Berkeley, en 1944.[10]  Después de la Segunda Guerra Mundial, fue puesto en una lista negra de “indeseables”.

- Allan Nunn May ; británico, fue uno de los primeros espías soviéticos descubierto durante la Guerra Fría. Trabajó en el Proyecto Manhattan y fue traicionado por un deserto soviético en Canadá. Fue arrestado en 1946 y trasladado a los Estados Unidos para reducir el intercambio de secretos atómicos. El 1 de mayo de 1946 fue condenado a 10 años de trabajos forzados. Fue liberado en 1952, tras haber cumplido seis años y medio de sentencia.[11]

- Ethel y Julius Rosenberg ; este matrimonio estadounidense participó en la coordinación y reclutamiento de una red de espionaje soviética en la que estaba incluido el hermano de Ethel, David Greenglass. Los Rosenberg fueron juzgados por conspiración para cometer espionaje, ya que la fiscalía consideró que no existían suficientes evidencias para acusarlos directamente de espionaje. En aquel momento los cargos de traición no eran aplicables, ya que los Estados Unidos y la Unión Soviética todavía eran aliados. El matrimonio negó todos los cargos pero fueron condenados en un juicio en el que el fiscal Roy Cohn mantenía contacto diario en secreto con el juez Irving Kaufman. A pesar del surgimiento de un movimiento internacional que pedía clemencia y apelaciones al presidente Dwight D. Eisenhower por parte de varios intelectuales europeos y el Papa, los Rosenberg fueron condenados a muerte y ejecutados. El presidente Eisenhower le escribió a su hijo, que luchaba en la guerra de Corea, que si amnistiaba a Ethel (presumiblemente por el bien de sus hijos), entonces los soviéticos se dedicarían a reclutar a mujeres como espías.[12][13][14]

- Saville Sax; estadounidense, actuó como correo para Klaus Fuchs y Theodore Hall.[7]

- Morton Sobell ; ingeniero estadounidense juzgado y condenado junto al matrimonio Rosenberg. Fue condenado a 30 años de prisión pero liberado de la prisión de Alcatraz en 1969, tras cumplir 17 años y 9 meses de sentencia.[15] Después de proclamar su inocencia durante casi un siglo, Sobell admitió haber espiado para los soviéticos, e implicó a Julius Rosenberg en una entrevista del New York Times publicada el 11 de septiembre de 2008.[16]

## Galería

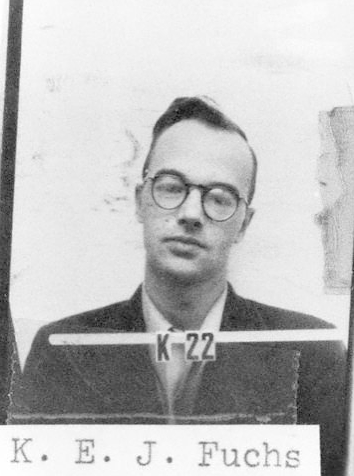
Klaus Fuchs, foto de carnet de identidad en el Laboratorio Nacional de Los Álamos.
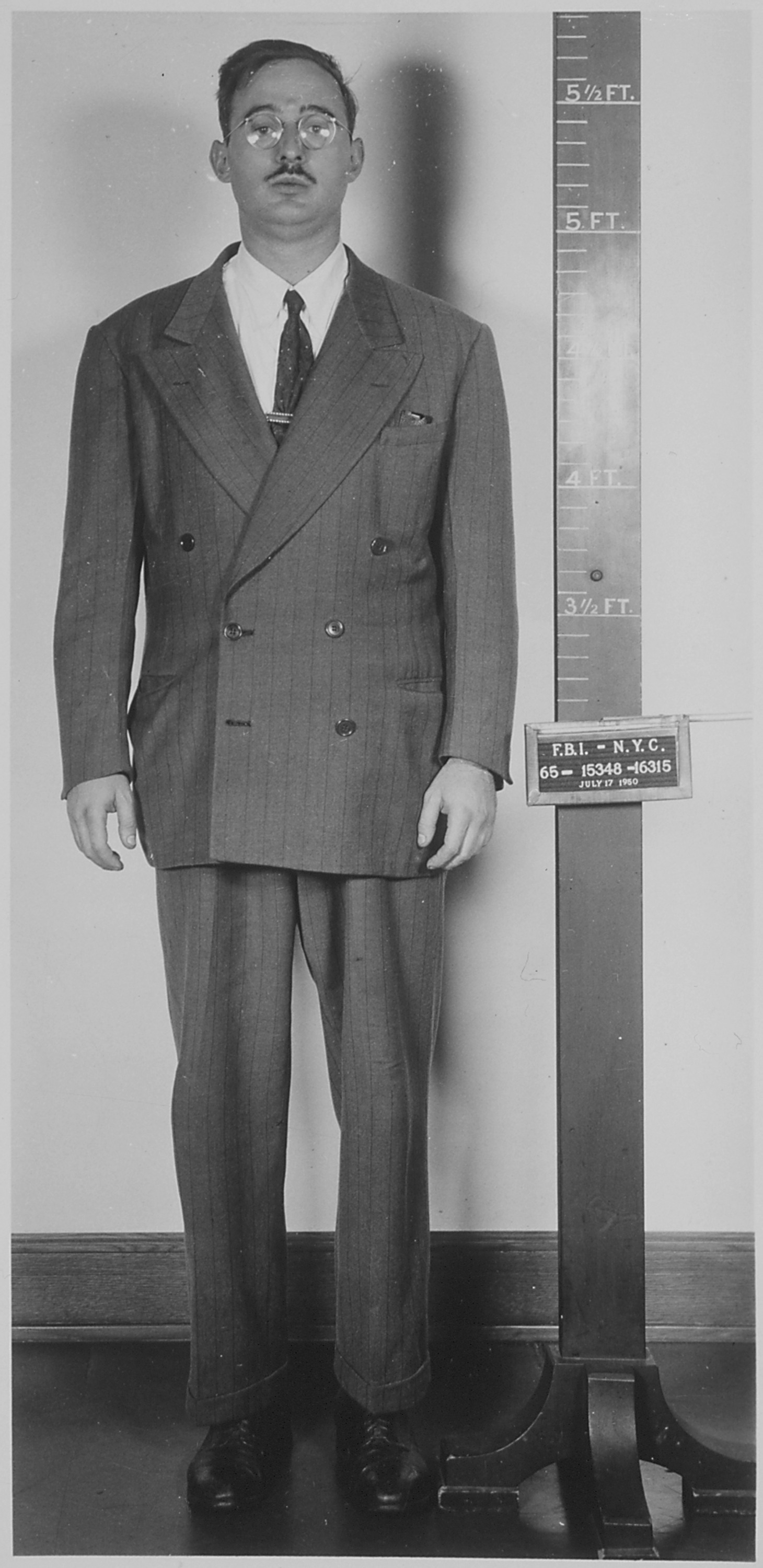
Fotografía policial de Julius Rosenberg tras su arresto.
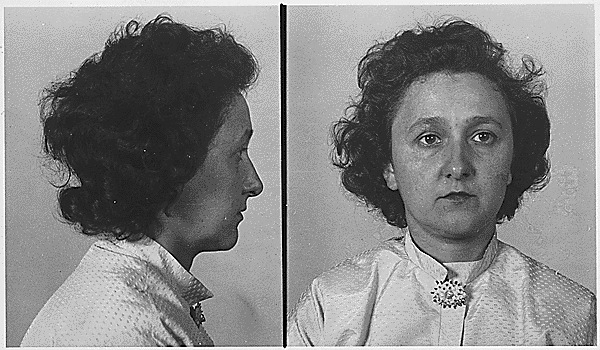
Ethel Rosenberg
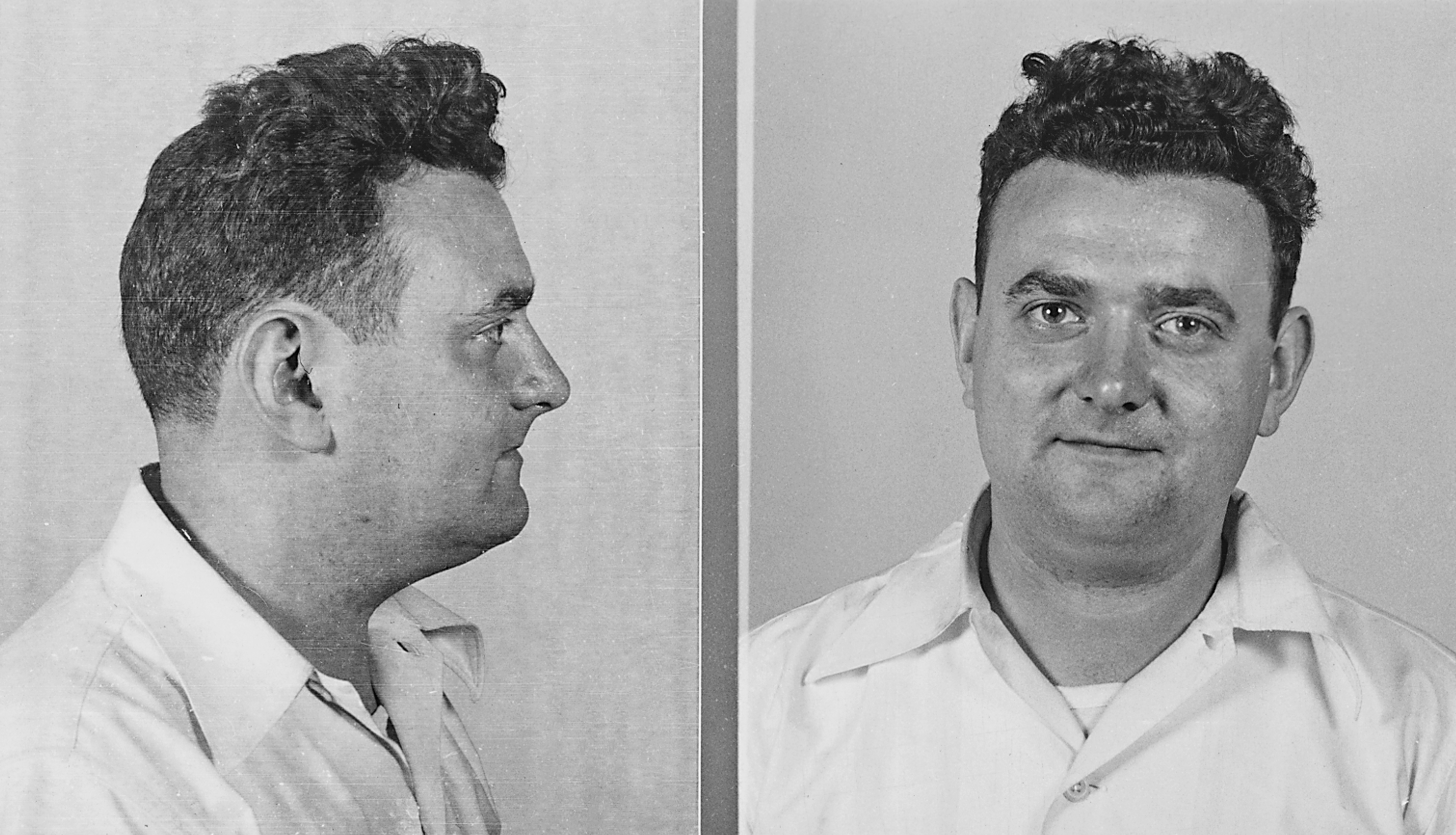
David Greenglass
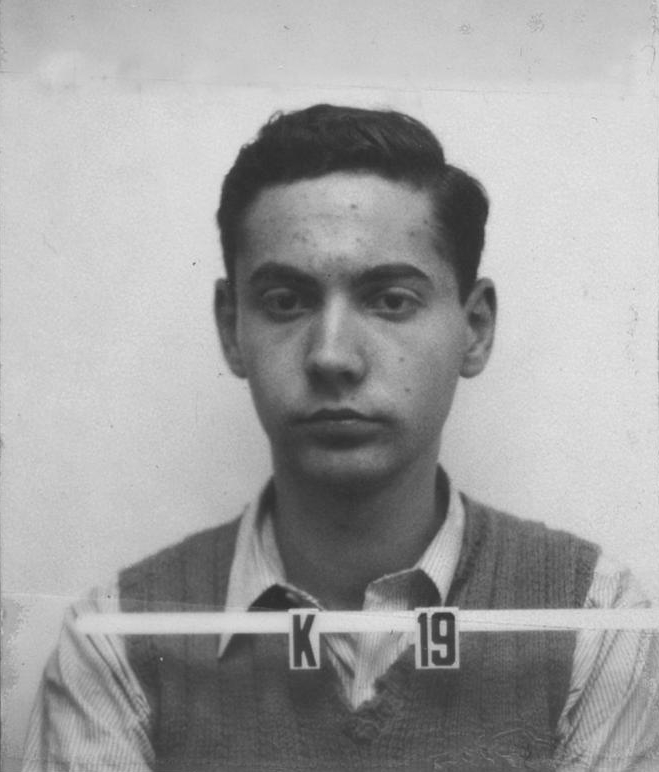
Theodore Hall, foto de carnet de identidad del Laboratorio Nacional de Los Álamos